# Anton Maria Zanetti (1680-1767)
Il conte Anton Maria Zanetti, noto anche come Anton Maria Zanetti il vecchio (Venezia, 20 febbraio 1680 [1679 more veneto] – Venezia, 31 dicembre 1767), è stato un incisore, critico d'arte, mercante d'arte e nobile italiano.
Raccolse una collezione di gemme incise, di cui pubblicò un ricco catalogo. 
Per evitare le passate confusioni, è correntemente detto "il vecchio" per distinguerlo dall'altro Anton Maria Zanetti detto "il giovane", che era figlio di un suo secondo cugino (in realtà il più anziano,  per distinguersi dal bisnonno omonimo, inizialmente usava firmarsi «Anton Maria Zanetti il giovane» per poi passare alla formulazione «Anton Maria Zanetti quondam Girolamo»).

## Biografia
Zanetti trascorse la sua prima giovinezza facendo saggi investimenti in assicurazioni marittime, accumulando un capitale sufficiente per sostenere la sua vera vocazione, come scrittore e artista, e come mercante d'arte, facendo gran parte della sua attività con gli aristocratici inglesi che passavano per Venezia per il Grand Tour. Agì da agente per Filippo d'Orléans nella creazione della collezione Orléans di dipinti, a Parigi, e di Giuseppe Venceslao del Liechtenstein, nell'ampliamento della collezione Liechtenstein a Vienna.
Pierre Crozat, che era a Venezia nel 1715, persuase Zanetti e la sua protégé Rosalba Carriera ad andare a Parigi. Zanetti visitò anche Londra, dove acquistò tre grandi volumi di Jan Petersen Zoomer che contenevano 428 incisioni di Rembrandt.
Raccolse una collezione di pietre incise, sia greco-romane che moderne, di cui pubblicò un catalogo, sotto il titolo di A.F. Gori: Le gemme antiche di Anton Maria Zanetti (1750), illustrato con otto tavole di incisione fatte dal Zanetti stesso. I disegni per le incisioni e molti dei suoi intagli e cammei sono conservati al Museo Correr di Venezia. Il suo pezzo più importante, un cammeo nero con il  favorito di Adriano, Antinoo, che aveva seguito per anni prima di comprarlo, fu in seguito acquistato da George Spencer, IV duca di Marlborough e prese il soprannome di "Marlborough gem".
Come incisore di stampe, Zanetti migliorò la tecnica del chiaroscuro nell'incisione su legno, producendo molte stampe tratte da dipinti di Parmigianino, Tintoretto e altri. Alla sua bottega lavorò Giovanni Antonio Faldoni.
Anton Maria Zanetti il giovane (1706–1778), figlio di un cugino, divenne un suo protegé e si affermò anch'egli come critico d'arte; collaborando con il cugino più anziano, nella stesura di un catalogo delle sculture classiche conservate nelle collezioni pubbliche veneziane, Delle antiche statue greche e romane che nell'anti sala della Libreria di San Marco e in altri luoghi pubblici venezi son trovato, I, Venezia, 1740, II, Venezia, 1743. I testi furono redatti da Antonio Francesco Gori.
Zanetti descrisse alcuni manoscritti conservati alla Biblioteca Marciana, tra cui Gr. Z. 495 (1048).